# Тростянка (Оренбургская область)
Тростянка — село в Бузулукском районе Оренбургской области России. Входит в состав Лисьеполянского сельсовета.

## География
Село находится в западной части региона, в пределах возвышенности Общий Сырт, в степной зоне, на берегах реки Сухая Тростянка,  в 2 км от Лисьей Поляны, в 20 км  от города Бузулука.

## Топоним
Название села от реки. Такое название неоднократно встречается в области и восходит к славянскому «трость» — «камыш», «тростник». По зарослям тростника обычно именуются мелководные озёра. 

## История
Бывшая помещичья, русская, православная деревня. Основана в середине 18-го века. Административно относилась к Покровской волости (3 км), Покровскому церковному приходу. 

## Население
| 2003 | 2010 |
| ---- | ---- |
| 106  | ↘91  |

На 1 января 2002 года проживали 112 человека (38 дворов).

## Инфраструктура
По архивным данным 1910 года, в селе числились 73 двора, 610 десятин угодий. В 1925 году был организован колхоз, который потом влился в Покровский колхоз имени «14 лет Октября». В 1951 году село вместе с другими хозяйствами входит в состав колхоза имени 17-го Партсъезда (Лисья Поляна). 

## Транспорт
Село доступно автотранспортом.